# Kenji Doihara
Kenji Doihara (jap. 土肥原 賢二 Doihara Kenji; ur. 8 sierpnia 1883 w Okayamie, zm. 23 grudnia 1948 w Tokio) – generał Cesarskiej Armii Japońskiej, oficer wywiadu wojskowego w Armii Kwantuńskiej, zbrodniarz wojenny. Po II wojnie światowej postawiony przed Trybunałem Tokijskim i stracony. Nazywany przez zachodnią prasę „Lawrence'em z Mandżurii”.

## Służba w Mandżurii
W latach 1938–1940 służył w Armii Kwantuńskiej. Był uważany za eksperta w sprawach chińskich, co miało pomóc wojskom japońskim w rozpoczęciu działań mających na celu podbój Chin.
Był jednym ze współorganizatorów spisku (w historii znanym pod nazwą incydentu mukdeńskiego), mającego na celu aneksję Mandżurii i przekształcenie jej w państwo zależne od Japonii. Pod pretekstem odwetu na wojskach chińskich, rzekomo odpowiedzialnych za zamach bombowy na odcinku Kolei Północnomandżurskiej z 18 września 1931, oddziały japońskie zajęły pobliskie miasto Mukden. Doihara został później jego burmistrzem.

## Tajna służba Doihary – Tokumu-Kikan
Utworzył w nowo powstałym Cesarstwie Mandżukuo Tokumu-Kikan (Organizację Służb Specjalnych), tajną służbę odpowiadającą za wywiad, kontrwywiad i dywersję, której głównym zadaniem było zwalczanie antyjapońskiej opozycji w Mandżukuo. Służba ta miała na swoim koncie wiele niepowodzeń. Kilku chińskich, wyższych dowódców zostało oskarżonych o współpracę z wywiadem Doihary i zlikwidowanych przez siły Czang Kaj-szeka. Innym razem funkcjonariuszka Tokumu-Kikan, Chinka Yoshiko Kawashima, została zatrzymana w listopadzie 1945 przez chiński kontrwywiad i stracona.

## Służba na terenie Azji Południowowschodniej
W kwietniu 1941 otrzymał awans na stopień generała. Od kwietnia 1945 dowodził wojskami na Malajach i w Indonezji. Był odpowiedzialny za zbrodnie na alianckich jeńcach wojennych na Malajach, Sumatrze, Jawie i Borneo, m.in. za ograniczanie żywności oraz artykułów leczniczych. Wskutek tego typu praktyk (powszechnie stosowanych przez Japończyków) śmierć poniosły tysiące żołnierzy alianckich.

## Kenji Doihara przed Trybunałem Tokijskim
W 1948 stanął przed Międzynarodowym Trybunałem Wojskowym dla Dalekiego Wschodu w Tokio. Obrona Doihary wysuwała argument pogarszającej się w latach 1941–1945 sytuacji w rejonie Azji Południowowschodniej oraz zniszczenia linii dowożących zaopatrzenie do obozów jenieckich. W rzeczywistości jeńcom celowo ograniczano żywność. Został skazany na karę śmierci przez powieszenie, wyrok wykonano w grudniu 1948. Ciało zostało poddane kremacji, a prochy rozrzucone nad Pacyfikiem.